# Thamnophis eques
Thamnophis eques là một loài rắn trong họ Rắn nước. Loài này được Reuss mô tả khoa học đầu tiên năm 1834.